# Prise en charge sociale dans les démences
La démence se définit par la présence de troubles cognitifs avec un retentissement sur l'autonomie. Ainsi, la prise en charge sociale fait partie intégrante du traitement.

## Unités Alzheimer en EHPAD
Face au nombre croissant de personnes âgées atteintes de maladie d'Alzheimer ou de troubles cognitifs et comportementaux apparentés, des unités Alzheimer ont été spécialement créées au sein des EHPAD. Ces unités assurent :
- une vie sociale et sécurisée en petits groupes de 10 à 20 résidents ;
- une variété d'activités stimulantes et thérapeutiques ;
- un rythme de vie adapté à chaque résident ;
- un aménagement de l'espace adapté ou la circulation et le repérage sont facilités.

Chaque EHPAD organise ses structures d'accueil spécifiques aux malades d’Alzheimer en mettant l'accent sur un domaine différent : 
- le cadre sécurisé et le professionnalisme de l'équipe d'accompagnement ;
- le cadre familial de la structure d'accueil ;
- le maintien des relations avec l'extérieur ;
- la souplesse d'adaptation à la situation individuelle de chaque malade.

L’équipe d'accompagnement est généralement composée des acteurs suivants : infirmiers et aides-soignants, aides médico-psychologiques, agents sociaux et auxiliaires de vie sociale. Dans certaines unités, un médecin coordonnateur et/ou un psychologue pour le personnel sont également présents.
Le plan Alzheimer 2008 - 2012 formalise davantage cette démarche en créant les unités d'hébergement renforcées (UHR) qui doivent répondre à un cahier des charges national et ne peuvent être créées que sur autorisation de l'agence régionale de santé à la suite d'une procédure d'appel à projets.

## Ressources humaines
L’aide à domicile est l’intervention d’une personne salariée qui se rend à domicile pour assurer les différentes tâches que la personne n'est plus capable de réaliser correctement (ménage, repassage, lessive, courses, préparation du repas et/ou soins de base d’hygiène et de toilette courante, etc.).
Ce salarié peut être toute personne, excepté le conjoint de la personne malade.
Son embauche peut se faire de diverses façons : directement du salarié à la personne (gré à gré), par l’intermédiaire d’un organisme public mandataire, par l'intermédiaire d'une entreprise privée prestataire de services à la personne, ou par une association.

## Aides matérielles
Les aides matérielles proposées pour maintenir la personne à son domicile sont nombreuses et variables selon le lieu où l'on réside. Dans chaque département, les Centres Locaux d'Information et de Coordination (CLIC) recensent les aides locales qui peuvent être proposées. En voici quelques exemples (liste non exhaustive) :
- portage des repas au domicile ;
- service de blanchisserie ;
- livraison de courses ;
- téléalarme ;
- matériel médical.

## Aménagement du lieu de vie
L'aménagement du lieu de vie a comme but principal de permettre le maintien au domicile de la personne, le plus longtemps possible et dans les meilleures conditions. Il peut être réalisé par un ergothérapeute afin de : 
- sécuriser le domicile de la personne : couper le gaz, réaliser des travaux de mise aux normes, etc.
- sécuriser la personne dans son domicile : retirer les tapis, remplacer les robinets par des mitigeurs, mettre des tapis antidérapants dans la salle de bain, etc.
- favoriser l'accessibilité du domicile : enlever les meubles, dégonder les portes (pour laisser passer les fauteuils roulants), mettre un banc dans la douche, mettre des barres de maintien dans les couloirs, etc.
- installer du matériel adapté : lit médicalisé, fauteuil, déambulateur, lève-malade, chaise-percée, etc.

Des financements sont possibles, auprès de l'ANAH (Agence nationale de l'habitat), des caisses de retraites CNAVTS, ARRCO et IRCANTEC et de la PALULOS (Prime à l'Amélioration des Logements à Usage Locatif et à Occupation Sociale). 

## Aides financières
Plusieurs aides financières existent :
- majoration pour tierce personne de la Sécurité Sociale si l'état de dépendance a été reconnu avant 65 ans ;
- allocation compensatrice tierce personne attribuée par la MDPH (Maison Départementale de Personnes Handicapées) si la personne malade a moins de 60 ans et s'il s'agit d'un renouvellement postérieur au 1er janvier 2006. S'il s'agit d'une première demande cette allocation est remplacée par la prestation de compensation volet aide humaine ; Il existe également des volets aides techniques et aménagement du logement ;
- allocation personnalisée d'autonomie (APA) :
  - attribuée aux personnes âgées (de plus de 60 ans) dépendantes ayant des difficultés pour accomplir des gestes ordinaires de la vie quotidienne,
  - son montant varie en fonction du degré d'autonomie de la personne âgée et de ses ressources,
  - la perte d'autonomie est évaluée grâce à une grille nationale (la grille AGGIR) qui classe les personnes âgées en 6 groupes : du groupe GIR1 (grabataire) au groupe GIR6 (autonome) ;
- allocations logement ou aide personnalisée au logement (APL) attribuées par la (Caisse d'allocations familiales) ;
- la prestation de garde à domicile de la CNAVTS, pour des situations d'urgence temporaires, concerne uniquement les personnes dont la caisse de retraite principale est la CNAVTS ou la CARSAT (Caisse d'assurance retraite et de la santé au travail) et sous certaines conditions.

### Pour les aides matérielles
Certains appareils ou matériel médical installés au domicile du patient peuvent être loués ou achetés et pris en charge partiellement ou totalement par la Sécurité Sociale. 

### Pour les ressources humaines
Pour l’emploi de personne à domicile, l’employeur peut avoir une déduction fiscale et une exonération de cotisations sociales sur le salaire de l’intervenant. L'APA peut prendre en charge les dépenses de rémunération de l'intervenant à domicile si ses interventions font partie du Plan d'aide personnalisée élaboré par l'équipe médico-sociale.

## Plan Alzheimer en France
855 000 Français sont atteints par la maladie d'Alzheimer : 225 000 nouveaux cas se déclarent chaque année et un patient moyen et son aidant familial doivent débourser environ 1 000 €/mois. On[Qui ?] estime qu'1,3 million de français pourraient être touchés en 2020.
Le plan Alzheimer vise une meilleure prise en charge des troubles de la maladie d'Alzheimer en France et de ceux qui y sont liés.

### Premières versions du plan national
Après deux versions (2001-2005, puis 2004-2007) dont les objectifs ont globalement été atteints, une troisième version a été publiée en novembre 2007,  entrée en vigueur le 1er janvier 2008 et couvre la période 2008-2012. Le plan vise aussi à soutenir ou augmenter le nombre de thèses traitant de ce sujet. Ce nombre est en croissance régulière et les thèses françaises ont traité (par ordre décroissant) des aspects :  Biologie et neuropathologie (75 thèses) ; Neuropsychologie (près de 45 thèses) ; Modèle animaux (plus de 20 thèses) ;  Pharmacologie (15 thèses environ) ; Génétique (près de 15 thèses) ; Imagerie cérébrale et autres examens (moins de 10 thèses) ; Épidémiologie (10 thèses) ; Évaluation médico-économique (2 thèses). À partir de 2011, des Maisons d'accueil et d'intégration des malades Alzheimer devraient se généraliser.

### Plan Alzheimer 2008-2012
La commission chargée de la préparation du plan est présidée par Joël Ménard, ancien directeur général de la santé, professeur émérite de santé publique à l'université Paris-Descartes et Président du Conseil Scientifique International de la Fondation Alzheimer (ex Fondation Plan Alzheimer, fondation de coopération adossée à l’INSERM). Elle comprend dix membres choisis pour leurs connaissances sur cette maladie. Elle s'appuie sur le travail de huit groupes d'experts, chaque groupe ayant son thème spécifique. 
Les orientations du plan Alzheimer 2008-2012 (dont l'engagement financier sur 5 ans est d'un milliard six cents millions d'euros) sont le renforcement de la dimension éthique de la prise en charge de la maladie (200 000 euros), le développement de la recherche médicale (200 millions d'€), les soins (200 millions d'euros), la simplification et l'amélioration du parcours du malade et de sa famille, dans toutes ses dimensions (un milliard deux cents millions d'€ investis dans des structures de diagnostic : 38 consultations mémoire et trois centres mémoire de ressources et de recherche ; accompagnements à domicile ou en unités d'hébergements comme les maisons pour l’autonomie et l’intégration des malades d’Alzheimer dont 10 000 nouveaux malades, chaque année, sont âgés de moins de 60 ans).

## Tendance et ressources québécoises
La tendance au Québec : garder la personne atteinte d’Alzheimer à la maison et ce, pour le plus longtemps possible. Les gouvernements fédéral et provincial estiment que le coût de l’hébergement est élevé.
Selon une étude de l’Institut de gériatrie de Sherbrooke, même quand l’institutionnalisation devient possible, peu de familles choisissent cette option ; elles continuent plutôt de soigner la personne à domicile… Une autre étude montre que des aidants naturels ayant placé le malade en maison de soins éprouvent moins de plaisir à soigner que d’autres n’ayant pas eu recours à l’institutionnalisation. Seule unanimité jusqu’à maintenant chez tous les participants : les services (bain, ménage, popote roulante, infirmière, etc.) sont insuffisants.
Cependant, une autre vision est appliquée dans les institutions d'accueil : il s'agit de laisser les malades être autonomes dans les domaines qu'ils maîtrisent encore le plus longtemps possible.

## Thérapies psychologiques et psychosociales
Une revue Cochrane de 2018 a révélé que le fait d'offrir des séances d'activités personnalisées aux personnes atteintes de démence dans les foyers de soins de longue durée peut aider à gérer les comportements difficiles. Aucune preuve n'appuyait l'idée que les activités étaient meilleures si elles correspondaient aux intérêts individuels des personnes. Les résultats sont basés sur des preuves de faible certitude provenant de huit études.

## Traitement en Belgique
Mars 2009 : la maladie d’Alzheimer et les affections apparentées frappent 150 000 personnes en Belgique (soit environ 1,5 % de la population, qui est d'environ 10 millions d'habitants). Mal pour l'instant incurable, il est estimé que la démence comptera jusqu’à 200 000 victimes en Belgique en 2020, le vieillissement de la population aidant.
Un essor qui a incité la Fondation Roi Baudouin (FRB) à formuler des recommandations concrètes pour améliorer la qualité de vie des malades et de leurs proches. Voir l'article « Un autre regard sur la démence : des recommandations de la Fondation Roi Baudouin » sur le « site Internet de la Fondation Roi Baudouin »(Archive.org • Wikiwix • Archive.is • Google • Que faire ?) (Accès direct à l'article).
La Ligue Nationale Alzheimer Liga ASBL/vzw/VoG a son propre site Internet, trilingue (français - néerlandais - allemand). Cliquer sur « Français » dans le cercle au sommet de l'écran pour entrer dans le site de La Ligue Alzheimer a.s.b.l., qui en fait partie.
Un projet pilote a été lancé en avril 2011 dans la province de Namur par le SPAF ( lire l'article ).
Une équipe de 10 gardes à domicile mi-temps a été créée et formée à l'approche de la MA et au soutien des aidants proches.
Ce projet est financé en grande partie par la région wallonne et durera 3 ans.
Au terme de ces 3 années, le projet pourrait être étendu à toutes les régions.